# Monsano
Monsano là một đô thị ở tỉnh Ancona trong vùng Marche, nằm cách 20 km về phía tây của Ancona. Tại thời điểm ngày 31 tháng 12 năm 2004, đô thị này có dân số 2.881 và diện tích là 14.3 km².
Monsano giáp các đô thị sau: Jesi, Monte San Vito, San Marcello.